# François Baillon
Pour les articles homonymes, voir Baillon.
Louis Antoine François Baillon, né le 20 janvier 1778 à Montreuil-sur-Mer et mort le 2 décembre 1855 à Abbeville, était un zoologiste français.

## Biographie
Il découvre l’histoire naturelle grâce à son père qui le forme, Emmanuel Baillon (1742-1801), avocat, correspondant du Muséum national d'histoire naturelle pour lequel il collectait de nombreux spécimens. 
François Baillon se constitue un cabinet contenant quasiment tous les oiseaux et poissons de la région. 
François Baillon est embauché par le Muséum à l’an VII (1798-1799) comme aide-naturaliste et supplée René Maugé (?-1802).
Il ne peut obtenir la chaire libérée par la mort de Jean Baptiste Simon Ferdinand Desmoulins (1735-1803) et devient, à son tour, correspondant du Muséum. Il fait parvenir à l’institution de nombreux spécimens dont des squelettes de cétacés.
Le musée de Baillon était suffisamment important pour qu'en 1814, un riche collectionneur allemand, le baron de Braunsberg en fait l'éloge.
Il est l’auteur d’un Catalogue des mammifères, oiseaux, reptiles, poissons et mollusques testacés marins observés dans l'arrondissement d'Abbeville.
Il a également publié des pages sur les animaux de l'arrondissement d'Abbeville dans les Mémoires de la Société d'émulation d' Abbeville en 1833, mais la suite annoncée n'a pas été produite.
François Baillon a collaboré avec Charles Louis Constant Pauquy pour sa Flore du département de la Somme.
Il a épousé Françoise-Marie-Anne-Mélanie Gellé.

## Espèce décrite
Oie à bec court Anser brachyrhynchus en 1834.

## Espèces dédiées
Deux espèces d'oiseaux lui sont dédiées :
- Marouette de Baillon Porzana pusilla ;
- Toucan de Baillon Pteroglossus bailloni.
- Puffin de Baillon Puffinus bailloni.

## Sources
- M. Prevost, « Baillon (Louis Antoine François) », dans Dictionnaire de biographie française, tome IV, Paris, 1948.
- Ernest Prarond, « Baillon (Louis Antoine François) » dans Les Hommes utiles de l'arrondissement d'Abbeville, Amiens, 1858, p. 7-8, lire en ligne.